# Poyntonophrynus lughensis
Poyntonophrynus lughensis es un anfibio anuro de la familia Bufonidae. Anteriormente incluida en el género Bufo.
Se encuentra en el este y sur de Etiopía, en el norte y este de Kenia, en el sur de Somalia, en el extremo sudeste de Sudán y posiblemente Uganda. Su hábitat natural es la sabana seca, matorral seco tropical y subtropical, marismas de agua dulce temporales, canales y diques. Está amanazado por la pérdida de su hábitat.

## Publicación original
- Loveridge, 1932: Eight new toads of the genus Bufo from East and Central Africa. Occasional Papers of the Boston Society of Natural History, vol. 8, p. 43-53.